# 金露台
52°13′48″N 21°0′9″E / 52.23000°N 21.00250°E
金露台（波蘭語：Złote Tarasy）是位於波蘭華沙的一座多功能建築，於2007年開幕，位於中央車站後側，是結合了商店、餐廳、飯店、電影院、停車場等多重功能的休閒與購物中心，由國際知名的設計公司The Jerde Partnership執行設計。金露台建築總面積達205,000平方米。它包括200家商店和餐廳（佔地63,500平方米）、一家酒店、一個多廳電影院（8個屏幕，2560個座位，於2007年8月31日開放）和一個可容納1,400輛汽車的地下停車庫。
正面的大型波浪狀玻璃屋頂是該建築的一大特色，設計用於避免積雪及過濾陽光，其特殊的造型讓金露台得到「泡泡商場」的暱稱。

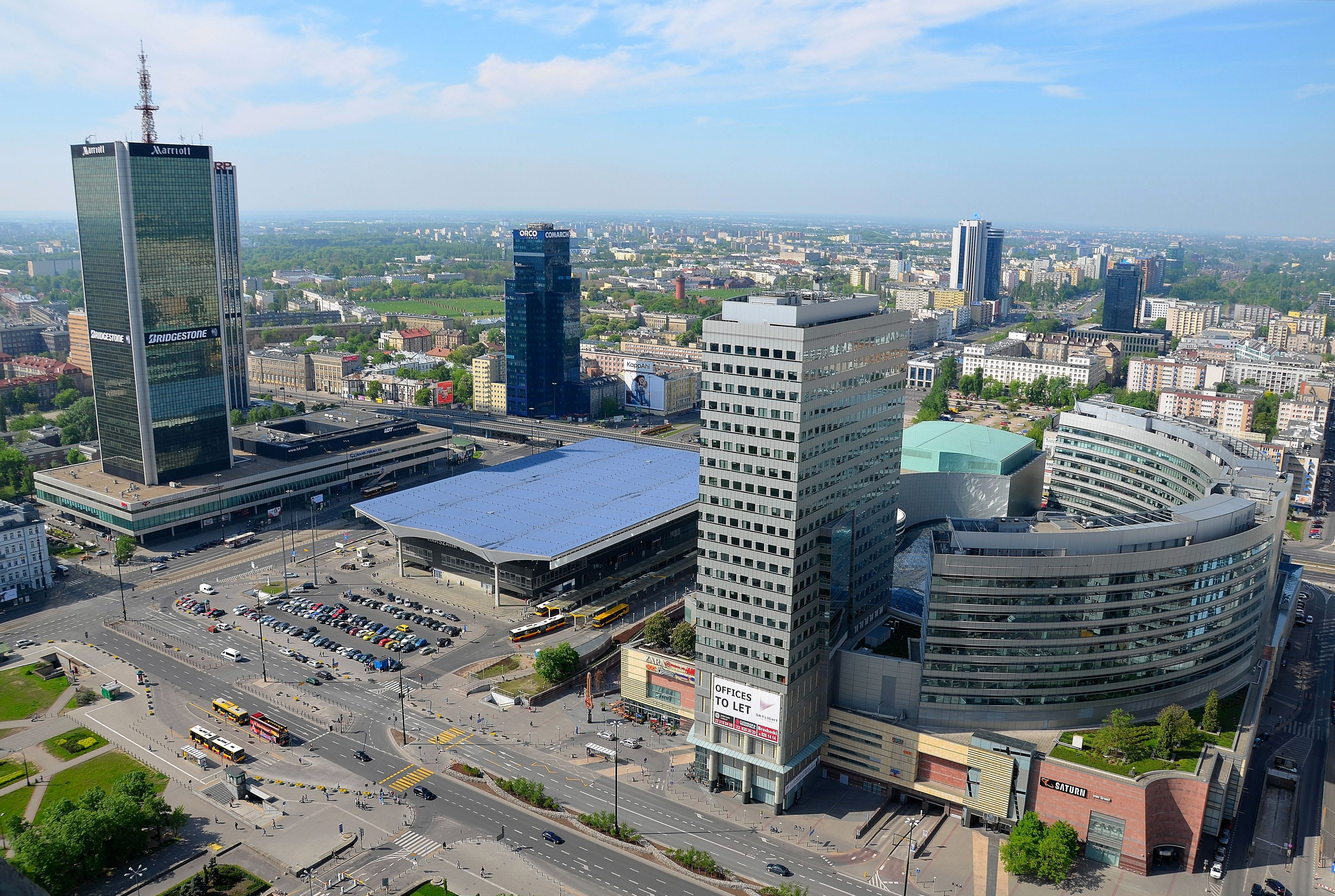
建築全景（右）與華沙中央車站（中）
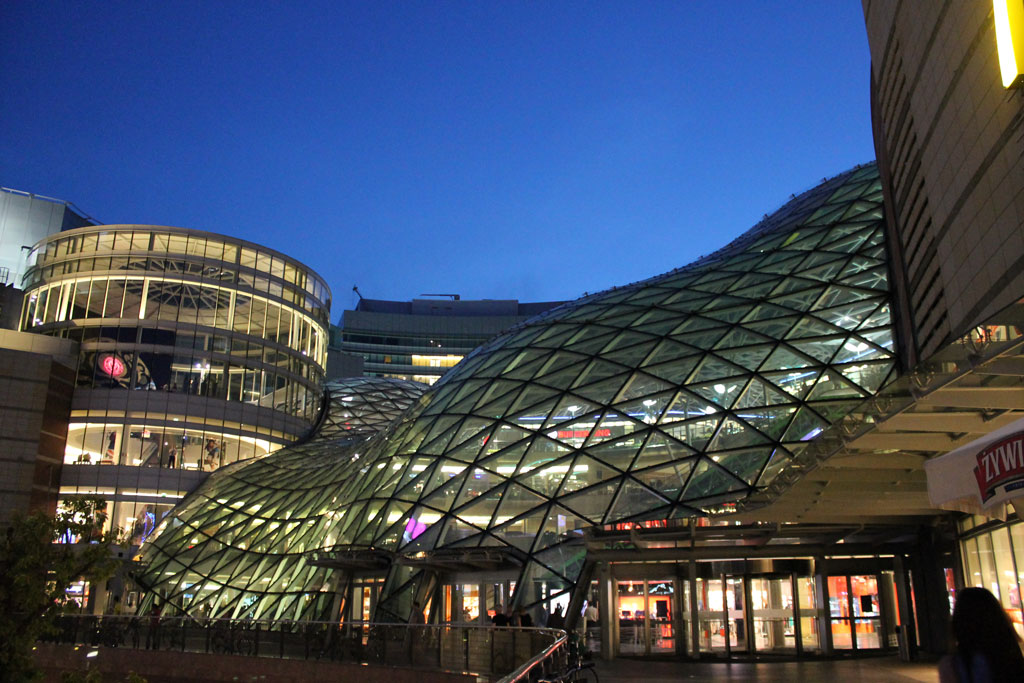
夜景
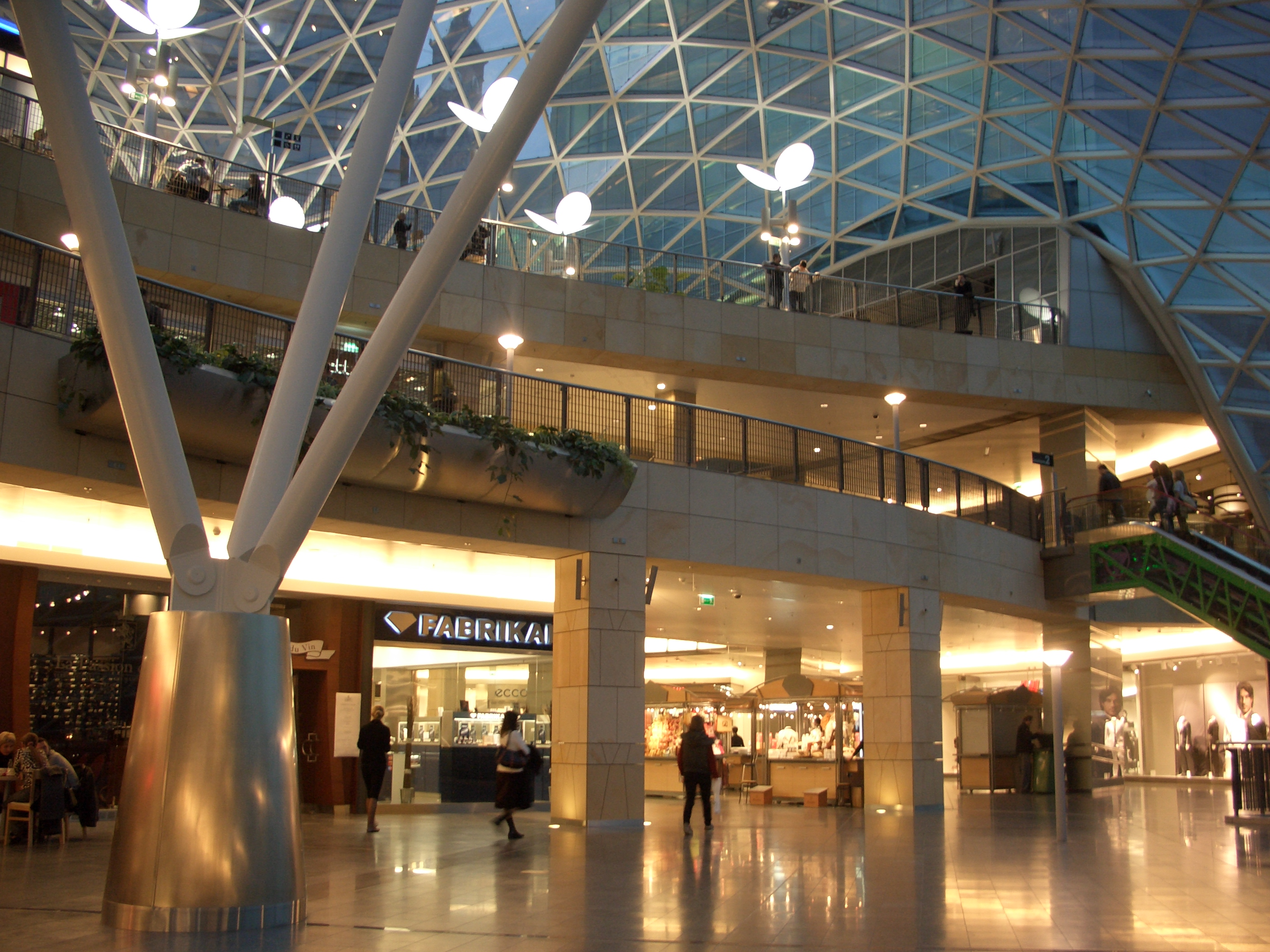
商場內部
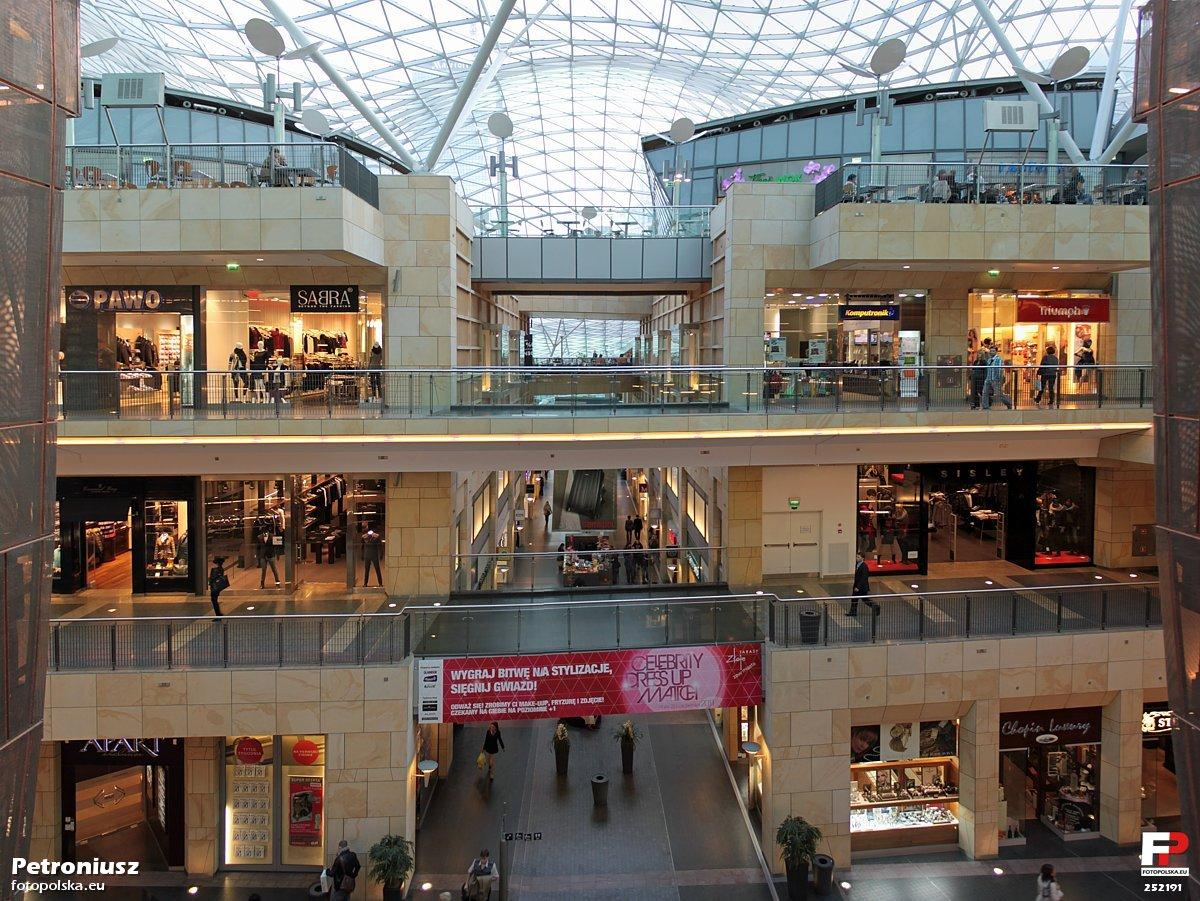
商場內部

## 外部連結
- Zlote Tarasy official website （英文） （波兰語）